# Déjà vu (album)
Déjà Vu je prvním albem rockové skupiny Crosby, Stills, Nash & Young a třetím sestavy Crosby, Stills and Nash. Bylo vydáno v březnu roku 1970 firmou Atlantic Records, pod katalogovým číslem SD-7200.

## Seznam stop
Strana 1
1. "Carry On" (Stephen Stills) – 4:26
2. "Teach Your Children" (Nash) – 2:53
3. "Almost Cut My Hair" (Crosby) – 4:31
4. "Helpless" (Young) – 3:33
5. "Woodstock" (Joni Mitchell) – 3:54

Strana 2
1. "Déjà Vu" (Crosby) – 4:12
2. "Our House" (Nash) – 2:59
3. "4 + 20" (Stills) – 2:04
4. "Country Girl: A. Whiskey Boot Hill/B. Down, Down, Down/C. Country Girl (I Think You're Pretty)" (Young) – 5:11
5. "Everybody I Love You" (Stills, Young) – 2:21

## Obsazení
Crosby, Stills, Nash & Young
- David Crosby : kytara, zpěv
- Stephen Stills : kytara, baskytara, klávesy, zpěv
- Graham Nash: kytara, baskytara, zpěv
- Neil Young: kytara, klávesy, harmonika, zpěv

Hostující hudebníci
- Dallas Taylor: bici, percusy
- Greg Reeves: baskytar (3-6, 9-10)
- Jerry Garcia: pedalová steel kytara (2)
- John Sebastian: harmonika (6)